# 沙穆瓦 (瓦莱达奥斯塔大区)
沙穆瓦（法語：Chamois，法語發音：[ʃamwa]）是意大利瓦莱达奥斯塔大区的一个市镇。总面积14平方公里，人口103人，人口密度7.4人/平方公里（2009年）。ISTAT代码为007016。